# 持明院基哲

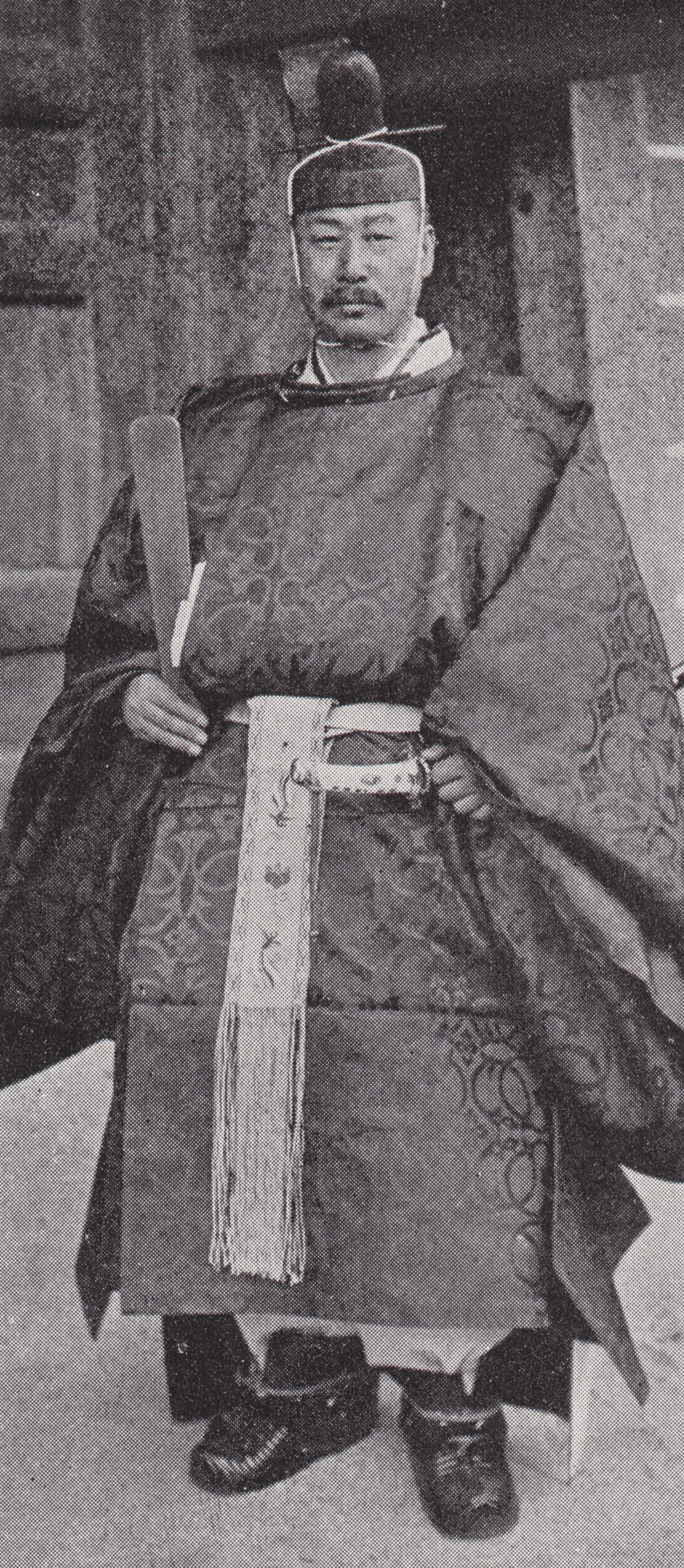
大正天皇即位大礼の典儀官時の持明院基哲（1915年）

持明院 基哲（じみょういん もとあき、1865年3月9日〈慶応元年2月12日〉 - 1925年〈大正14年〉6月19日）は、明治から大正期の歌人、政治家、華族。貴族院子爵議員。旧姓・石野、幼名・浅麿。

## 経歴
山城国京都で治部省大輔・石野基佑の二男として生まれる。1881年（明治14年）3月、先先々代持明院基和の死後養子となり、同年7月28日、先代・持明院福子（富小路貞直二女、持明院基政夫人、基和養母）の隠居に伴い家督を継承。1884年（明治17年）7月8日、子爵を叙爵した。
1882年（明治15年）1月、京都宮殿勤番に任じられ、その後、殿掌を務めた。1906年（明治39年）6月28日、貴族院子爵議員補欠選挙で当選し、1911年（明治44年）7月9日まで1期在任した。

## 人物
優れた歌人であり、歌会始で披講の発声を担当した。書の達人でもあった。

## 親族
- 妻：久子（養父・基和長女、先々代持明院基静と離縁後に基哲と再婚）[1]
  - 二男：基揚（旧名・哲謙、子爵）[1][5]
  - 四女：季子（鷲尾光遍夫人）[1][5]